# Fossilhai
Der Fossilhai (Hemipristis elongata) ist die einzige rezente Art der monotypischen Gattung Hemipristis innerhalb der Wieselhaie (Hemigaleidae). Das Verbreitungsgebiet erstreckt sich über weite Küstenbereiche des Indischen Ozean und des Indopazifik.

## Aussehen und Merkmale
Der Fossilhai ist ein mittelgroßer Hai mit einer maximalen Länge von 230 bis 240 cm. Er hat eine hellgraue bis bronzefarbene Rückenfärbung ohne auffällige Zeichnung und einen weißen Bauch.
Der Hai besitzt eine abgerundete Schnauze und große, runde Augen mit Nickhäuten. Er besitzt eine Afterflosse und zwei Rückenflossen. Die erste Rückenflosse ist größer ausgebildet als die zweite, diese beginnt leicht vor dem Ansatz der Analflosse. Der Hai besitzt fünf Kiemenspalten und ein sehr kleines Spritzloch (Spiraculum).

## Lebensweise
Der Fossilhai lebt als häufige Art in Küstennähe im Bereich des Kontinentalschelfs sowie an Inselsockeln von der Uferzone bis in Tiefen von etwa 130 m. Er ernährt sich räuberisch vor allem von verschiedenen Knochenfische und Kopffüßern.
Er ist lebendgebärend und bildet eine Dottersack-Plazenta aus (plazental vivipar). Die Weibchen bringen nach einer Tragzeit von 7 bis 8 Monaten zwei bis elf Jungtiere zur Welt. Die Junghaie haben eine Größe von etwa 45 Zentimetern und werden in Küstennähe zur Welt gebracht. Die Geschlechtsreife erreichen die langsam wachsenden Tiere nach drei bis vier Jahren bei einer Länge von ungefähr 110 bis 120 cm.

## Verbreitung

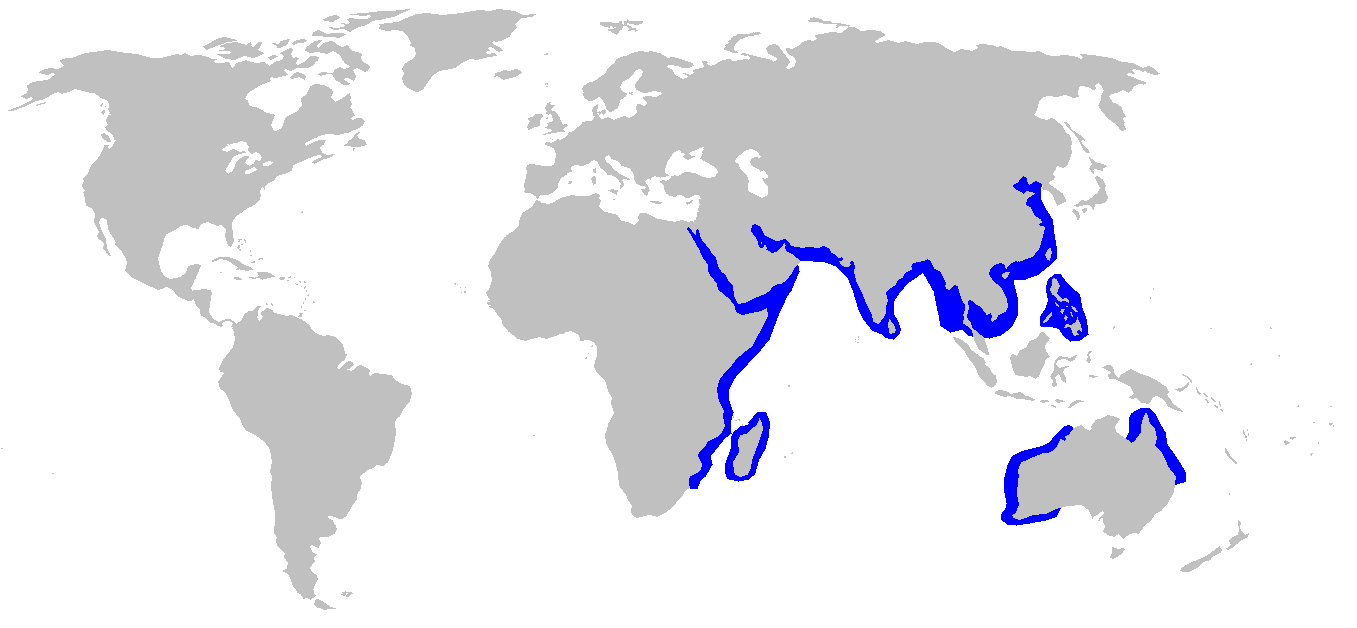
Verbreitungsgebiete des Fossilhais

Das Verbreitungsgebiet des Fossilhais erstreckt sich im Indischen Ozean und im Indopazifik von der Westküste Afrikas von Südafrika über Mosambik, Tansania, Kenia und Madagaskar über das Rote Meer, die Küste Pakistans und Indiens bis nach Südostasien und von dort nach Süden bis zum westlichen und nördlichen Australien und nach Norden entlang der Ostküste Chinas.